# Gordon Dean (Alias)
Gordon Dean este un personaj fictiv din serialul american Alias, jucat de Tyrees Allen.

## Biografie
Dean a fost conducătorul organizației clandestine criminale The Shed, asemănătoare cu SD-6. Ca și la SD-6, majoritatea agenților care făceau parte din Shed credeau că lucrau pentru o divizie secretă a CIA. Aparent, numai Dean și asociata sa Kelly Peyton știau adevărul, acela că The Shed era de fapt o divizie a organizației Prophet Five.
Dean a apărut prima dată în primul episod al sezonului 5, pretinzând că face parte din Biroul de Investigații Speciale a CIA-ului. Acesta îl bănuia pe Michael Vaughn că este un agent dublu, dar cei de la APO și-au dat repede seama că era un impostor. Dean și-a înscenat propria moarte cu doi ani înainte și de atunci a stat ascuns. 
Când agentul din The Shed Rachel Gibson a descoperit adevărul despre organizația pentru care lucra, s-a aliat cu Sydney Bristow și a furat informații din calculatoarele lui Gordon Dean. Când acesta și-a dat seama ce făcea Rachel, el i-a dat lui Kelly Peyton ordinul de a distruge întregul birou al The Shed, omorând  toți agenții, în afară de Rachel Gibson -care a reușit să iasă la timp din birou, iar mai apoi să fie salvată de agenții APO Thomas Grace și Sydney. 
După distrugerea "The Shed", Dean și Peyton au încercat de mai multe ori să o captureze sau să o omoare pe Gibson, însă fără succes. Dean a avut un rol foarte important în asigurarea eliberării lui Arvin Sloane din arest, pentru ca acesta să lucreze pentru el din interiorul APO. 
În final, Dean a fost prins de Gibson și dus în arestu APO. În acest timp, Sloane l-a ucis din ordinul lui Peyton, care, cu moartea lui Dean, a preluat controlul organizației. 